# さいたま市立桜木小学校
さいたま市立桜木小学校（さいたましりつ さくらぎしょうがっこう）は、埼玉県さいたま市大宮区にある公立小学校。

## 沿革
- 1902年（明治35年）11月 - 大宮工場見習養成所の一部を借りうけ大宮尋常高等小学校仮教室と称し授業開始
- 1923年（大正12年）9月 - 大宮町837番地に大宮尋常高等小学校桜木町西分校として開校
- 1927年（昭和2年）4月 - 2階10教室を増築。19教室となり分校を廃して大宮西尋常小学校と改称して独立
- 1940年（昭和15年）3月 - 校名を桜木尋常小学校と改称
- 1941年（昭和16年）4月 - 校名を大宮市桜木国民学校と改称
- 1947年（昭和22年）4月 - 校名を大宮市立桜木小学校と改称
- 2001年（平成13年）5月 - 大宮市、浦和市、与野市の合併に伴い現校名に改称
- 2002年（平成14年）11月 - 100周年記念式典が行われる
- 2022年（令和4年）12月 - 120周年記念式典が行われる(予定)[3]

## 交通
- 大宮駅から徒歩5分、国道17号線を渡り、OLSビルの先左手。[4]